# Rainer Marwedel
Rainer Marwedel (geboren 21. Februar 1954 in Celle) ist ein deutscher Sozialwissenschaftler und Herausgeber insbesondere zu Leben und Werk des von Nationalsozialisten ermordeten Philosophen, Schriftstellers und Publizisten Theodor Lessing.

## Leben
Rainer Marwedel begann Anfang der 1980er Jahre, sich mit dem Leben und Werk Theodor Lessings zu beschäftigen. Dazu gehörte die Ordnung von dessen Nachlass und dessen Zugänglichkeit für das Stadtarchiv Hannover. 1984 wurde er an der Universität Hannover mit seiner Dissertation Rekonstruktion eines Philosophenlebens, Theodor Lessing (1872–1933) zum Dr. phil. promoviert.
1990 wurde Marwedel für seine Lessing-Biographie sowie für die von ihm herausgegebenen Werke Lessings mit dem Carl-von-Ossietzky-Preis für Zeitgeschichte und Politik der Stadt Oldenburg ausgezeichnet.
Marwedel ist Herausgeber der im Wallstein-Verlag erscheinenden Schriften in Einzelausgaben Theodor Lessings.

## Schriften (Auswahl)
- „... so sehen, wie ein unbeteiligtes Auge von einem fernen Stern ...“ Biographische Exerzitien mit Theodor Lessing, [Hannover], 1983
- Theodor Lessing. 1872–1933. Eine Biographie, zugleich Dissertation 1984 unter dem Titel Rekonstruktion eines Philosophenlebens, Theodor Lessing (1872–1933), Darmstadt; Neuwied: Luchterhand, 1987, ISBN 978-3-472-86635-0 und ISBN 3-472-86635-7; Inhaltsverzeichnis
- Theodor Lessing (1872–1933). Eine Dokumentation zum Carl-von-Ossietzky-Preis der Stadt Oldenburg (Oldb) 1990 / Ernst Hinrichs. Mit Beitr. von Lew Kopelew u. a., Oldenburg: Holzberg, 1990
- EXPO 2000 – Weltausstellung als Massenbetrug. Eine satirische Zeitreise (= Schriftenreihe der Theodor-Lessing-Gesellschaft, Bd. 1) (= Intervention, Bd. 11), Hannover: Wissenschaftsladen Hannover-Nordstadt, 1992
- Ludwig Klages und Theodor Lessing: (K)eine Knabenfreundschaft. In: Deutsche Kinder. Siebzehn biographische Porträts / hrsg. und mit einem Nachwort von Claudia Schmölders, 1. Auflage, Berlin: Rowohlt, 1997, ISBN 3-87134-326-9.  S. 189–210
- Ulrich Breden, Rainer Marwedel: „Das Schreckenshaus“. Theodor Lessing als Lazarettarzt in Hannover (1914–1918), Begleitheft zur Lesung mit Ulrich Breden und Rainer Marwedel am historischen Ort, Polizeidirektion Hannover, Alte Kriegsschule, Waterloostraße 11 am Donnerstag, 22. Mai 2014, 19.30 Uhr, Hannover: Gottfried-Wilhelm-Leibniz-Bibliothek, 2014
- Theodor Lessing. Eine Biographie. [Erweiterte Neuausgabe], Göttingen: Wallstein-Verlag, 2024, ISBN 978-3-8353-5665-8

als Herausgeber:
- Haarmann. Die Geschichte eines Werwolfs und andere Gerichtsreportagen / Theodor Lessing (= Sammlung Luchterhand, Bd. 865), Original-Ausgabe, Frankfurt am Main: Luchterhand-Literaturverlag, 1989, ISBN 978-3-630-61865-4 und ISBN 3-630-61865-0
- „Ich warf eine Flaschenpost ins Eismeer der Geschichte.“ Essays und Feuilletons (1923–1933) / Theodor Lessing (= Sammlung Luchterhand, Bd. 639), hrsg. und eingeleitet von Rainer Marwedel, Darmstadt; Neuwied: Luchterhand, 1986, ISBN 978-3-472-61639-9 und ISBN 3-472-61639-3; Inhaltsverzeichnis
- Schriften in Einzelausgaben / Theodor Lessing
  - Nachtkritiken. Kleine Schriften. 1906–1907 (= Veröffentlichungen der Deutschen Akademie für Sprache und Dichtung Darmstadt, Darmstadt, Bd. 84), Göttingen: Wallstein-Verlag, 2006, ISBN 978-3-89244-614-9 und ISBN 3-89244-614-8; Inhaltsverzeichnis
  - Kultur und Nerven. Kleine Schriften 1908–1909, Göttingen: Wallstein-Verlag, 2021, 2 Bände, ISBN 978-3-8353-3611-7; Inhaltstext
  - Chaos und Irrsinn. Kleine Schriften 1921-1923, Göttingen: Wallstein-Verlag, 2024, ISBN 978-3-8353-5666-5